# Warmeriville
Warmeriville és un municipi francès, situat al departament del Marne i a la regió del Gran Est. L'any 2007 tenia 2.145 habitants.

## Demografia

### Població
El 2007 la població de fet de Warmeriville era de 2.145 persones. Hi havia 788 famílies, de les quals 144 eren unipersonals (40 homes vivint sols i 104 dones vivint soles), 236 parelles sense fills, 356 parelles amb fills i 52 famílies monoparentals amb fills.
La població ha evolucionat segons el següent gràfic:
Habitants censats

### Habitatges
El 2007 hi havia 845 habitatges, 798 eren l'habitatge principal de la família, 11 eren segones residències i 36 estaven desocupats. 819 eren cases i 25 eren apartaments. Dels 798 habitatges principals, 671 estaven ocupats pels seus propietaris, 119 estaven llogats i ocupats pels llogaters i 8 estaven cedits a títol gratuït; 6 tenien dues cambres, 56 en tenien tres, 193 en tenien quatre i 543 en tenien cinc o més. 633 habitatges disposaven pel capbaix d'una plaça de pàrquing. A 279 habitatges hi havia un automòbil i a 457 n'hi havia dos o més.

### Piràmide de població
La piràmide de població per edats i sexe el 2009 era:
| Homes | Edats   | Dones |
| ----- | ------- | ----- |
| 0     | 95 o +  | 4     |
| 4     | 90 a 94 | 4     |
| 8     | 85 a 89 | 8     |
| 0     | 80 a 84 | 24    |
| 8     | 75 a 79 | 36    |
| 16    | 70 a 74 | 20    |
| 40    | 65 a 69 | 32    |
| 60    | 60 a 64 | 44    |
| 44    | 55 a 59 | 60    |
| 88    | 50 a 54 | 96    |
| 72    | 45 a 49 | 92    |
| 100   | 40 a 44 | 96    |
| 100   | 35 a 39 | 76    |
| 60    | 30 a 34 | 92    |
| 48    | 25 a 29 | 44    |
| 80    | 20 a 24 | 32    |
| 104   | 15 a 19 | 108   |
| 100   | 10 a 14 | 92    |
| 56    | 5 a 9   | 96    |
| 68    | 0 a 4   | 32    |

## Economia
El 2007 la població en edat de treballar era de 1.449 persones, 1.072 eren actives i 377 eren inactives. De les 1.072 persones actives 997 estaven ocupades (538 homes i 459 dones) i 75 estaven aturades (37 homes i 38 dones). De les 377 persones inactives 140 estaven jubilades, 128 estaven estudiant i 109 estaven classificades com a «altres inactius».

### Ingressos
El 2009 a Warmeriville hi havia 795 unitats fiscals que integraven 2.198,5 persones, la mediana anual d'ingressos fiscals per persona era de 20.145 €.

### Activitats econòmiques
Dels 84 establiments que hi havia el 2007, 2 eren d'empreses extractives, 2 d'empreses alimentàries, 3 d'empreses de fabricació d'altres productes industrials, 19 d'empreses de construcció, 21 d'empreses de comerç i reparació d'automòbils, 3 d'empreses de transport, 3 d'empreses d'hostatgeria i restauració, 1 d'una empresa d'informació i comunicació, 3 d'empreses financeres, 1 d'una empresa immobiliària, 8 d'empreses de serveis, 12 d'entitats de l'administració pública i 6 d'empreses classificades com a «altres activitats de serveis».
Dels 26 establiments de servei als particulars que hi havia el 2009, 1 era una oficina de correu, 2 tallers de reparació d'automòbils i de material agrícola, 1 taller d'inspecció tècnica de vehicles, 1 autoescola, 1 paleta, 1 guixaire pintor, 7 fusteries, 3 lampisteries, 4 electricistes, 3 perruqueries i 2 restaurants.
Dels 7 establiments comercials que hi havia el 2009, 1 era un hipermercat, 2 fleques, 1 una fleca, 1 una peixateria, 1 una llibreria i 1 una joieria.
L'any 2000 a Warmeriville hi havia 19 explotacions agrícoles que ocupaven un total de 1.740 hectàrees.

## Equipaments sanitaris i escolars
L'únic equipament sanitari que hi havia el 2009 era una farmàcia.
El 2009 hi havia 1 escola maternal i 2 escoles elementals.

## Poblacions més properes
El següent diagrama mostra les poblacions més properes.